# Pato a la naranja (obra de teatro)
Pato a la naranja (The Secretary Bird en su versión original) es una obra de teatro de William Douglas-Home, estrenada en 1967.

## Argumento
Hugo es un maduro aunque todavía atractivo cincuentón, con un gran éxito en su trabajo en el campo de la publicidad. Su vida de triunfador en el terreno profesional, sin embargo, no lo es tanto en el ámbito personal, ya que para su sorpresa, su mujer Lisa le confiesa que tiene un amante llamado Jean Claude, un apuesto playboy. Ante la incredulidad de Lisa, Hugo parece tomarse la noticia bastante bien; incluso les invita a pasar el fin de semana para celebrar una despedida de casados. Aceptan la invitación, como también lo hace la bella secretaria de Hugo. Se descubre finalmente que se trata de un plan tramado por el propio Hugo para recuperar a su mujer: Para despertar los celos de Lisa, fingirá un romance con la secretaria, romance que la vieja y cotilla criada creerá ser cierto y contará en detalle a la esposa. El título se refiere al plato estrella de la cena.

## Representaciones destacadas
- Teatro Infanta Isabel, Madrid, 8 de septiembre de 1972.
  - Dirección: Ángel Fernández Montesinos.
  - Escenografía: José Ramón Aguirre.
  - Intérpretes: Arturo Fernández, Víctor Valverde sustituido por Ricardo Valle, Concha Cuetos sustituida por María del Puy, Lola Galvéz.
- Teatro Cómico, Madrid, 30 de octubre de 1975.
  - Escenografía: José Ramón Aguirre.
  - Intérpretes: Carlos Larrañaga, María Luisa Merlo sustituida por Carmen Elías, Elena Fernán Goméz sustituida por Verónica Luján, Mary Leiva sustituida por Maravillas Moreno, Francisco Grijalvo sustituido por Ángel González.
- Teatro Talía , Barcelona, febrero de 1975.
  - Dirección: Arturo Fernández.
  - Escenografía: José Ramón Aguirre.
  - Intérpretes: Arturo Fernández, Cristina Victoria, María Isabel Pallarés, Cristina Suriani, Ricardo Valle.
- Teatro Infanta Isabel, Madrid, noviembre de 1986.
  - Dirección: Arturo Fernández.
  - Escenografía: José Ramón Aguirre.
  - Intérpretes: Arturo Fernández, Paula Martel, Lydia Bosch, Diana Salcedo.
- Teatro Real Cinema, Madrid, 4 de agosto de 2000.
  - Dirección: Tomás Gayo y Julio Escalada.
  - Escenografía: José Ramón Aguirre.
  - Intérpretes: Charo Soriano, Tomas Gayo, Julio Escalada, Isabel Gaudí, Arantxa del Sol.